# Albina (namn)

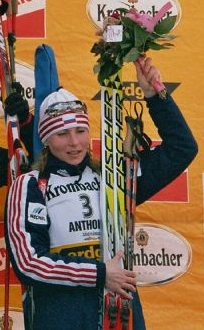
Albina Achatova

Albina är den feminina namnvarianten av Albin, som i sin tur kommer från det latinska namnet Albinus, bildat av latinets 'albus' (vit).
Den 31 december 2017 fanns det totalt 386 kvinnor folkbokförda i Sverige med namnet Albina, varav 294 bar det som tilltalsnamn.
Namnsdag i Sverige: saknas

Namnsdag i Finland (finlandssvenska namnlängden): saknas

## Personer med namnet Albina
- Albina Achatova (1976–) – rysk skidskytt
- Albina Grčić (1999–) – kroatisk sångerska
- Albina Osipowich (1911–1964) – amerikansk simmerska